# Adoretus ovatus
Adoretus ovatus är en skalbaggsart som beskrevs av Gilbert John Arrow 1902. Adoretus ovatus ingår i släktet Adoretus och familjen Rutelidae. Inga underarter finns listade i Catalogue of Life.